# Посёлок базы отдыха «Ласточка»
Посёлок ба́зы отдыха «Ла́сточка» — посёлок в Туаспинском районе Краснодарского края России.
Входит в состав Новомихайловского городского поселения.

## География
Посёлок расположен в 20 км к северо-западу от Туапсе, в 1 км к югу от посёлка городского типа Новомихайловский и в 1 км к востоку от посёлка турбазы «Приморская».

## История
Посёлок базы отдыха «Ласточка» учтён в списках населенных пунктов Новомихайловского сельского Совета Туапсинского района 15 ноября 1977 года.

## Население
| 2002 | 2010 |
| ---- | ---- |
| 42   | ↘34  |